# Kadirur
Kadirur es una ciudad censal situada en el distrito de Kannur en el estado de Kerala (India). Su población es de 31087 habitantes (2011). Se encuentra a 3 km de Kannur y a 72 km de Kozhikode.

## Demografía
Según el censo de 2011 la población de Kadirur era de 31087 habitantes, de los cuales 13926 eran hombres y 17161 eran mujeres. Kadirur tiene una tasa media de alfabetización del 97,67%, superior a la media estatal del 94%: la alfabetización masculina es del 98,50%, y la alfabetización femenina del 97,01%.